# Liegi-Bastogne-Liegi 1982
La Liegi-Bastogne-Liegi 1982, sessantottesima edizione della corsa, fu disputata l'11 aprile 1982 per un percorso di 244,7 km. Fu vinta dall'italiano Silvano Contini, al traguardo in 6h56'00" alla media di 35,293 km/h.
Dei 255 ciclisti alla partenza furono in 52 a portare a termine la gara.

## Ordine d'arrivo (Top 10)
| Pos. | Corridore           | Squadra       | Tempo    |
| ---- | ------------------- | ------------- | -------- |
| 1    | Silvano Contini     | Bianchi       | 6h56'00" |
| 2    | Alfons De Wolf      | Vermeer Thijs | s.t.     |
| 3    | Stefan Mutter       | Puch-Eorotex  | s.t.     |
| 4    | Claude Criquielion  | Splendor      | s.t.     |
| 5    | Tommy Prim          | Bianchi       | a 24"    |
| 6    | Johan van der Velde | TI Raleigh    | s.t.     |
| 7    | Roger De Vlaeminck  | DAF Trucks    | s.t.     |
| 8    | Jean-Marie Grezet   | Cilo-Aufina   | s.t.     |
| 9    | Stephen Roche       | Peugeot       | s.t.     |
| 10   | Sean Kelly          | Sem-France L. | s.t.     |